# Yordán Radíchkov
Yordán Radíchkov (en búlgaro Йордан Радичков; Kalimánitsa, 24 de octubre de 1929-Sofía, 21 de enero de 2004) fue un escritor búlgaro, considerado por algunos críticos como el más destacado de la literatura de Bulgaria del último tercio del siglo XX.
Además de por sus cuentos, novelas y piezas teatrales, también fue conocido por sus guiones cinematográficos, como los de las películas Goreshto pladne (Горещо пладне), Privarzaniyat balon (Привързаният балон) o Posledno lyato (Последно лято).
Recibió distintos galardones: el Premio Dimitrov de Literatura, el Premio de la Academia Internacional de las Artes de París, la Orden de Stara Planina, el Premio Grinzane Cavour, la Orden de la Estrella Polar y el Premio Hans Christian Andersen.

## Obras traducidas al español
- Abecedario de pólvora (1969)
- El arca de Noé (1988)